# Shuangwang
Shuangwang (kinesiska: 双旺, 双旺镇) är en köping i Kina. Den ligger i den autonoma regionen Guangxi, i den södra delen av landet, omkring 190 kilometer sydost om regionhuvudstaden Nanning. Antalet invånare är 29769. Befolkningen består av 13 790 kvinnor och 15 979 män. Barn under 15 år utgör 30 %, vuxna 15-64 år 60 %, och äldre över 65 år 8,0 %.
Genomsnittlig årsnederbörd är 2 313 millimeter. Den regnigaste månaden är augusti, med i genomsnitt 486 mm nederbörd, och den torraste är februari, med 22 mm nederbörd.